# Cykellänken

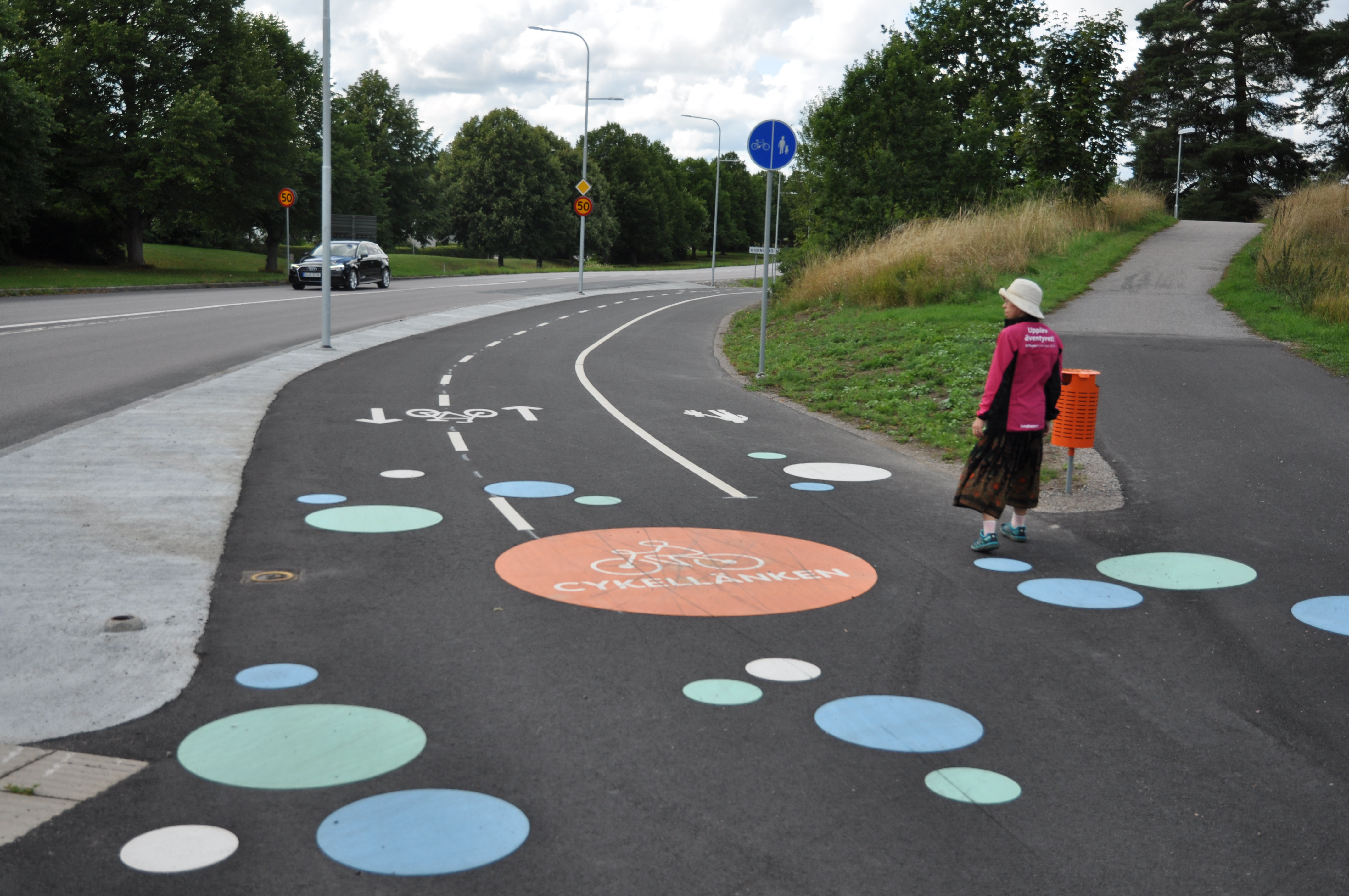
Start på Sydvästra cykellänken vid Ålerydsrondellen

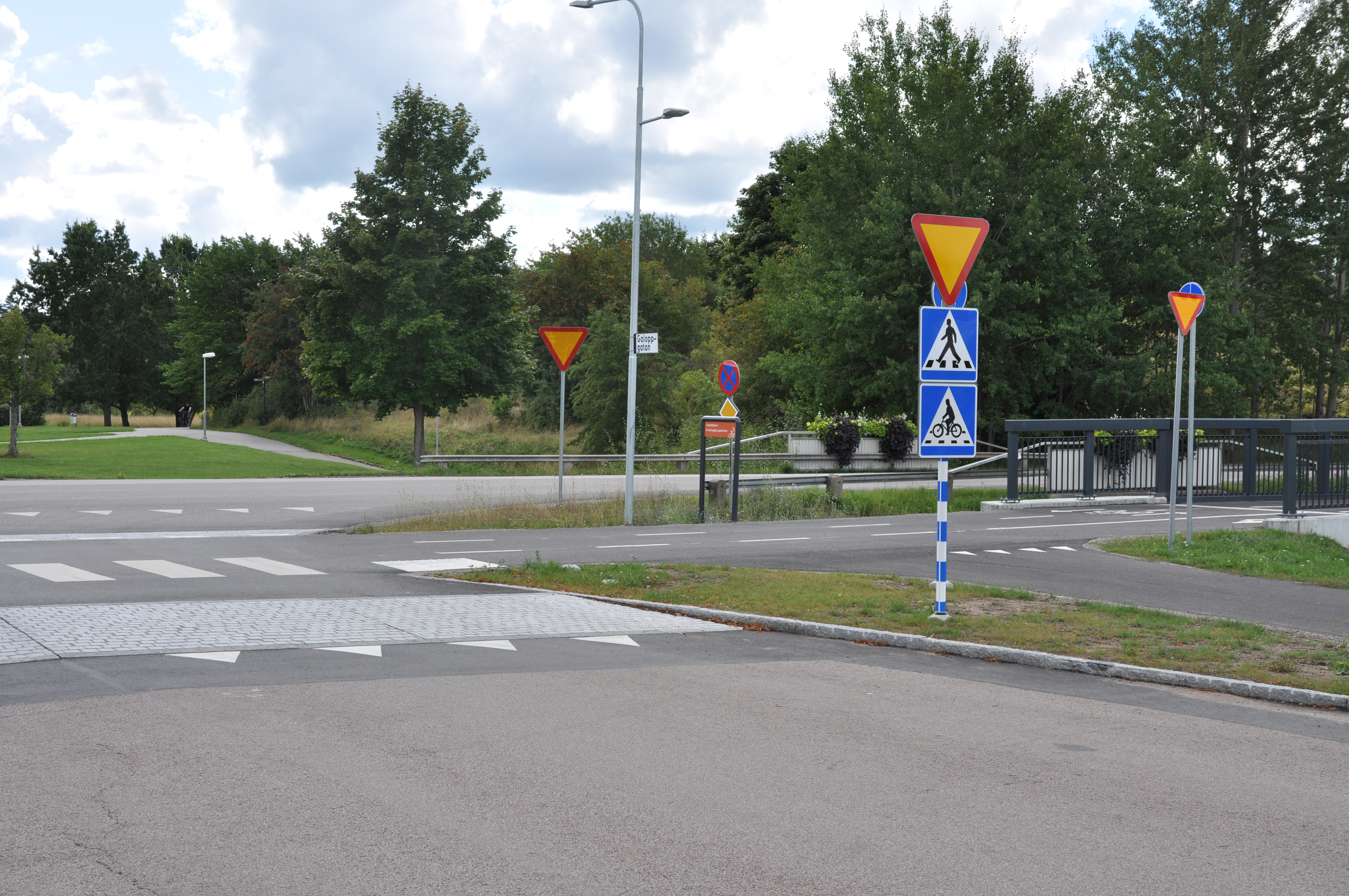
Sydvästra cykellänken korsar Galoppgatan, väjningsplikt både för korsande biltrafik och den anslutande cykelvägen.

Cykellänken är Linköpings kommuns satsning på priorterade huvudcykelstråk. De byggs som 5 meter breda asfalterade kombinerade gång- och cykelvägar med separerade fält för gångare och cyklister och prioriteras genomgående  i trafiken med cykelöverfarter i obevakade plankorsningar.
I kommunens översiktsplan från 2010 finns 9 expresscykelstråk utpekade, alla radiellt ut från innerstaden till  Ryd, Skäggetorp, Tornby, Gärstad, Tallboda, Hjulsbro, Ullstämma, Mjärdevi och Malmslätt. I senare presentationer av kommunen har den planerade sträckan till Gärstad förlängts till Ekängen och det har tillkommit en tionde sträcka, Cykellänken sydost, som ska sammanlänka sträckningarna till Ullstämma och Mjärdevi på tvären.

## Utbyggnaden

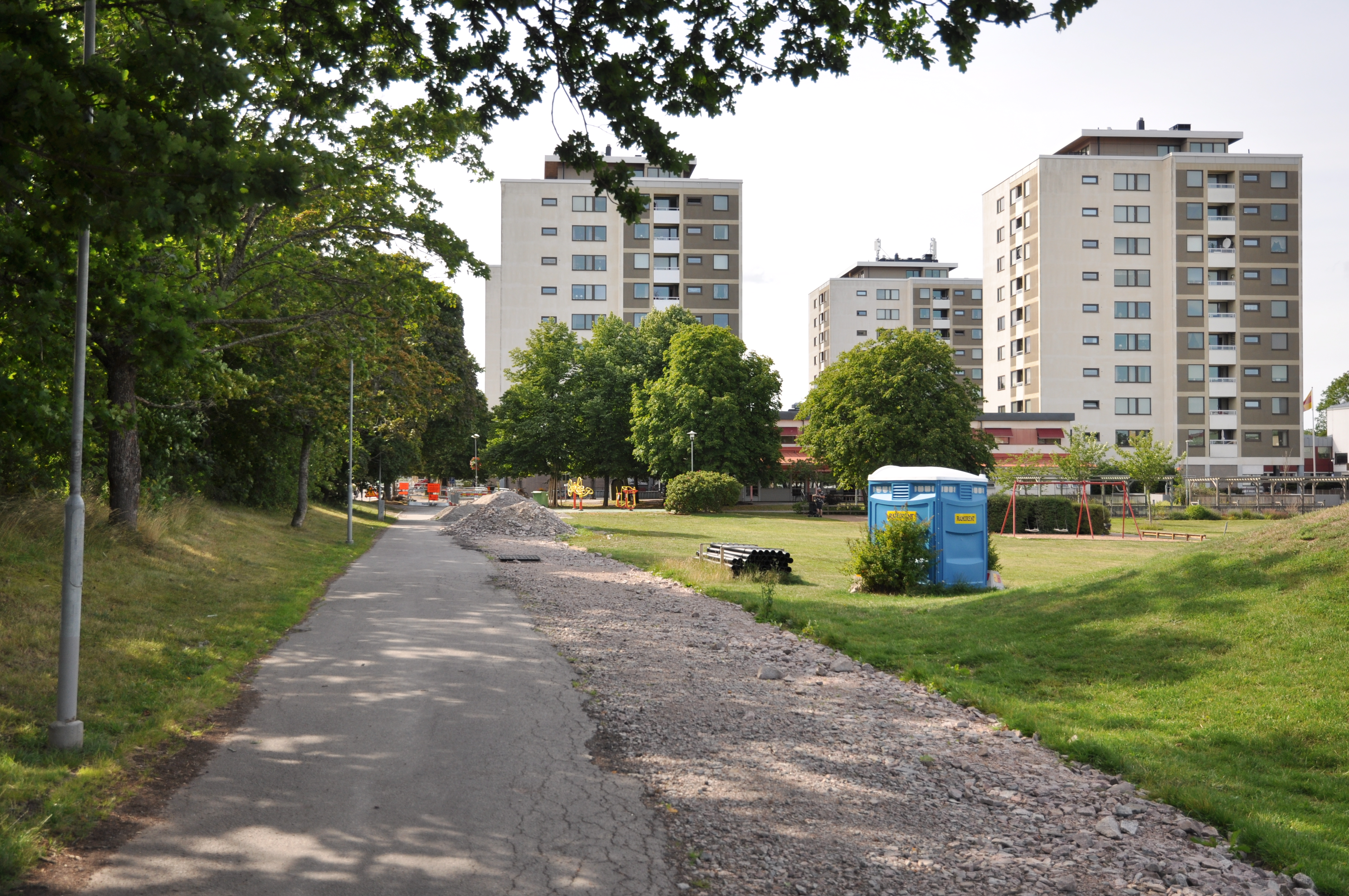
Cykellänken Hjulsbro under konstruktion i Johannelund, den gamla gång- och cykelvägen ska breddas till Cykellänkens standard

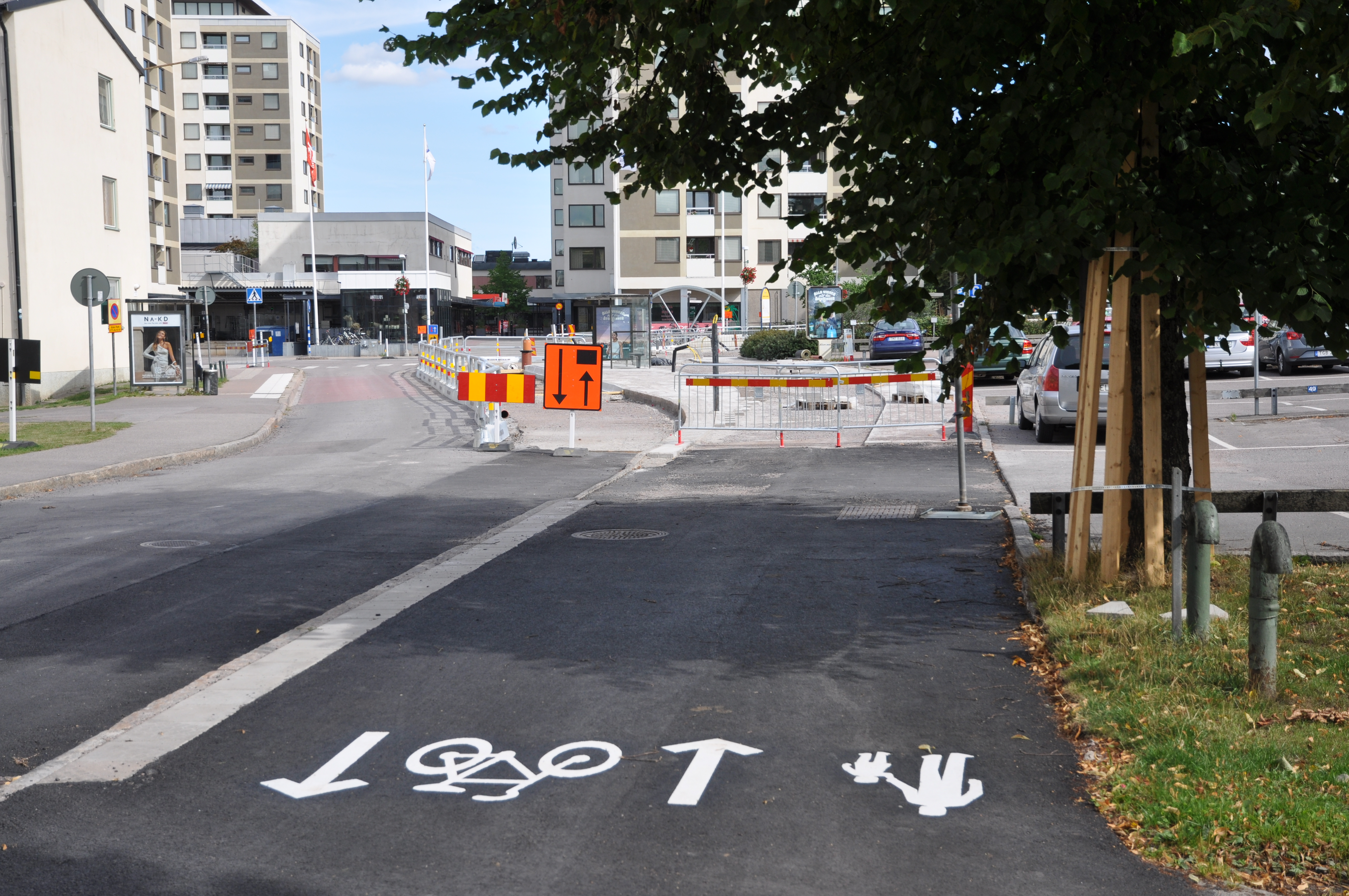
Cykellänken Hjulsbro under konstruktion längs Ödegårdsgatan i Johannelund

De första två Sträckorna som färdigställdes var till Ryd och Skäggetorp, som delar sträckning från centrum till Abiskorondellen. Sträckan till Hjulsbro byggs i etapper utifrån Hjulsbro in mot centrum. Den fjärde sträckan som påbörjats är Sydost med delsträckningen längs Ålerydsvägen mellan Ålerydsrondellen och Haningeleden.
| Benämning  | Sträcka                                      | Färdigställd |
| ---------- | -------------------------------------------- | ------------ |
| Ryd        | Ryd - Stadsbiblioteket                       | höst 2018    |
| Skäggetorp | Skäggetorp - Abiskorondellen                 | höst 2019    |
| Hjulsbro   | Jakobsdal - Hjulsbro                         |              |
|            | Braskens bro - Jakobsdal                     | höst 2021    |
| Sydvästra  | Ålerydsvägen Ålerydsrondellen - Haningeleden | sommar 2021  |

## Ekonomi
I ett examensarbete kom Hertzman och Nilsson fram till att cykellänk Ryd blir samhällekonomiskt lönsam efter 8 år då värdet av minskad restid för cyklister, minskat antal olyckor och bättre folkhälsa pga ökat cyklande överstiger investeringskostnaden på 25 miljoner kr och de ökade underhållskostnader på 240000 kr/år. 